# 宗教における罪
宗教における罪（しゅうきょうにおけるつみ）とは、主に宗教的な意味合いで使われる用語で、道徳的規範を破る行為や、そのような規範に背く行為を犯した状態を意味する。一般に、道徳的規約 (code of conduct) は、神聖な存在（例：アブラハムの宗教での神）によって、おきてとして定められる。
様々な宗教に含まれる一般的な罪に関する概念には以下がある。
- 他者、森羅万象、または、今世か来世での神からの罪に対する罰
- 罪とするためには、その行為が意図的であるべきかどうか
- 良心が罪を犯している認識をうながす罪悪感を生み出すべきだ、という考え
- 罪の重さをはかる体系
- 罪に対する（後悔ともう二度と犯さないとの決意を表現する）懺悔と過去に犯した行為への贖い（代償）
- 主に神格な存在などの仲介者を通しての、罪に対する容赦 (atonement) の可能性；キリスト教での救済

また、犯罪と正義は、政教分離の概念により関係しているものである。

## 語源
英語でのsin（ここでの「宗教における罪」）は古英語のsynnに由来し、早くて9世紀あたりから記録に残されているとされている。同じ語源は、古代ノルウェー語のsyndや、ドイツ語でのSündeなど、他ゲルマン言語にもあらわれており、ゲルマン祖語の*sun(d)jō （直訳：「真実である」）が語源として推測されている。

## 仏教における罪
仏教においては、「罪」を「ざい」もしくは「つみ」と読み、戒律に反する行為や道理に反して禁断を犯したために苦の報いを招く悪行のことを指す。罪の根源には、身・口・意の三業があるから「罪業」といい、その行為は悪であるから「罪悪」という。
本質的な罪悪行為である「性罪」と、本質的な悪行ではないが戒律に反する行為である「遮罪」とに大別する。
「五戒」に対する「五悪罪」、「十善戒」に対する「十悪罪」、父母を殺すなどの「五逆罪」がある。仏教をそしる「誹謗正法」は「五逆罪」より重い罪とする。
五悪
殺生
偸盗（ちゅうとう）
邪淫
妄語
飲酒（おんじゅ）
十悪罪
殺生（断生命）
偸盗（不与取・劫盗）
邪淫（欲邪行・淫妷・邪欲）
妄語（虚誑語・虚妄・偽り）
両舌（離間語・破語）
悪口（あっく、悪語・悪罵）
綺語（雑穢語・非応語・散語・無義語）
貪欲（貪愛・貪取・慳貪）
瞋恚（瞋、恚害）
邪見（愚癡）
五逆罪
殺母（せつも）
殺父（せつぷ）
殺阿羅漢（せつあらかん）
出仏身血（しゅつぶっしんけつ)
破和合僧（はわごうそう）

## ユダヤ教での罪
ユダヤ教では、神聖な戒律を破ることが罪とみなされている。ユダヤ教では、行為そのものが罪であると教えており、罪は状態ではないと説いている。あらゆる人間は悪行をする傾向性を持って創られたわけではないが、昔からその傾向性は持っているとされている。（創世記参照。）人間は、その傾向性を飼いならす能力を持っており、あえて悪を退け善を選択したとしている（＝良心）。ユダヤ教は、「罪」という言葉にユダヤ法（ハラーハー）に背くという意味を込めており、必ずしも道徳概念の乱れや逸脱を意味するということではない。ユダヤ教百科事典によると、「人は、自由な意志を授かったからには、自分のおかした罪に対する責任を負うことになる。しかしながら、生まれながらにして人は意志薄弱であり、精神の傾向性は悪に傾いている。『昔から人間の心は悪性であったという想像のために』（Gen. viii. 21; Yoma 20a; Sanh. 105a）神はそのご慈悲によって、人々に懺悔や容赦することを許している。」ユダヤ教では、全ての人は人生の様々な岐路において罪をおかすことがあり、神は慈悲により正義を量っていると考えられている。
ヘブライ聖書 (Hebrew Bible) の節に基づくと、ユダヤ教には3種類の罪があると説かれており、罪をおかした者は、3つのカテゴリーに分けられるとされている。1つ目のカテゴリーは、意図的に罪をおかした者で、最も罪が重いカテゴリーとされている。2つ目は、誤って罪をおかした者で、おかした罪に責任はあるものの、1つ目のカテゴリーに比べるとまだ軽い罪と捉えられている。3つ目は、ユダヤ教ではない者や、非ユダヤ教の環境に育った者で、ユダヤ法というものの存在意識がない者とされている。この3つ目のカテゴリーに属する者は、自分の行為を罪として考慮できないと考えられている。
- ペシャ/メレッド - 意図的におかされた罪。慎重に神を冒涜するためにおかされた行為。反乱・違反・不正などを意味する語に由来する。
- アヴォン - 性欲や制御不能な感情によっておかされた罪。意識的におかされるが、神を冒涜するためにおかされたものではないもの。邪悪や過ち・非道・害などの倫理的な悪を意味する語に由来する。
- ヘット - 意図のない罪、犯罪、もしくは過ち。失敗、逸脱、犯罪、過失などを意味する語に由来する。

（以上、ストロングの用語索引 (Strong's Concordance) による。）
ユダヤ教では、人間は不完全であり、全ての人間は何度も罪をおかしたことがあると考えられている。しかしながら、いくつかの罪は（アヴォンやヘット）は非難の対象には当たらないとされており、ほんの1、2回おかした嘆かわしい罪のみが、一般的な地獄の概念に近いものにつながっていくとされている。聖書やラビ狭義での神は、慈悲によって正義を量る創造者であるが、タルムードにみられるラビ･タムの視点によると、神の慈悲には13の特質があるとされている。
1. 神は、人が罪をおかしうると知りながら、罪をおかす者にたいして慈悲深くある。
2. 神は、人が罪をおかした後も、罪をおかした者にたいして慈悲深くある。
3. 神は、人間が期待もふさわしいと思いもしない場面でさえも慈悲深くあることができる力を発揮する。
4. 神は、思いやりが深く、罪悪感という罰を和らげる。
5. 神は、慈悲や恩恵に値しないものに対しても恵み深くある。
6. 神は、怒りに遠く、気が長くある。
7. 神は、親切心に溢れている。
8. 神は、真実の神であり、よって我らは後悔を示す罪人を許すという神の約束に身を任せることができる。
9. 神は、正しいイスラエル民族の祖先（アブラハム、イサク、ヤコブ）がその全ての祖先に恩恵を施したことから、未来の世代への親切心を保障している。
10. 神は、罪人が罪を悔い改めるのであれば、意図的な罪も許す。(人様に悔い改め、悔い改めと説きながら、自らを悔い改める。あるいは懺悔する聖職者と呼ばれる人など見た事がない。意図的な罪は意図的な罪を返されるべきだ)
11. 神は、罪人が罪を悔い改めるのであれば、彼自身の落ち着いた怒りをも許す。
12. 神は、誤っておかされた罪は許す。
13. 神は、悔い改める者からは、その罪を拭い去る。

ユダヤ人は、自身に存在するイミタチオ・デイ (imitatio Dei) という神と同じような善を行うことができる精神に従うことができるとされているため、ラビ達はこれらの特質を考慮にいれ、ユダヤ法と現代におけるその適応の仕方を決めている。
古典的なラビの文学作品であるミドラーシュのラビ・ナタンによる賢人達（意訳。英記：Avot de Rabbi Natan、英訳：(The) Fathers According to Rabbi Nathan）では以下のことが書かれている：
| 「 | ある時、ラバン・ヨハナン・ベン・ザッカイがラビ・ヨシュア (Rabbi Yehoshua) と共にエルサレムを歩いていた時、今は無きエルサレム神殿に辿り着いた。「ああ、我々に災いあれ。」ラビ・ヨシュアは嘆いた。「イスラエルの罪をあがなう為に作られたこの家が今や廃墟となって横たわっているとは！」ラバン・ヨハナンは答えた。「我々には、もう一つ、同じく大事なあがないの源がある。ゲミルット・ハサディム（愛のある親切心）の実践だ。『我は、犠牲ではなく、愛のある親切心を欲する』と記されているように。 | 」 |

タルムードでは、『ラビ・ヨハナンとラビ・エレアザルは共に、神殿が存在していた頃は、祭壇はイスラエルの罪をあがなっていたが、今は、食卓が（あわれな者が客人として招かれたときに）罪をあがなう、と説明している。』と説いている。（Tractate Berachot, 55a）
「畏敬の日々」（ローシュ・ハシャーナーやヨム・キプルなどの大きな祝祭日）のでは、祈り、懺悔、慈善行為などは、罪をあがなうための道であると記している。ユダヤ教では、まず初めに（神や心に対してではなく）人々に対しておかされた罪をその人の最善まで正されなければならないとしており、最善の状態にまで正されなかった罪は真の意味では、悔い改められた罪とは言えないとしている。

### ユダヤ教での贖罪
罪の贖いについては、キリスト教信者には旧約聖書として知られているタナハに説かれている。贖いの儀式はエルサレム神殿にて、コヘン (Kohanim) と呼ばれる神の選民である高僧によって行われた。この行事には、歌、祈り、コルバノット (korbanot) と呼ばれる供え物や動物などの生贄などが式次第として含まれている。贖罪の日である、ヨム・キプルの儀式は、レビ記15章に規定されており、アザゼルによって要求され、荒野に放たれるスケープゴートの儀式は、贖罪の慣例の一つである。（レビ記　16：20-22）
数々の動物の犠牲は贖いを行うためのものとして、意図的でない罪の贖いのための生贄 (sin-offering) と罪の賠償のための生贄 (guilt offering) がモーセ五書に定められている。動物による犠牲の重要さはモーセ五書には詳しく記載されていないが、創世記9章とレビ記17章には血と生命の活力は関連するものとして示唆されている。注目すべき点は、現代保守派ユダヤ教とキリスト教が、罪の贖いのための生贄と罪の賠償のための生贄のみしか、そもそもの犠牲の目的である罪の代償を払うという目的を持っていないため、ユダヤ教徒は犠牲の目的を全く信じていないと主張している点である。しかしながら、現代の初期ユダヤ史学者達は、よくこの見解に反対し、この生贄の目的分裂は後に起こったと論じている。後の聖書に登場する預言者達はしばしば、人々の心が彼らの払う犠牲よりももっと大事だという影響を与えるような内容を述べている。―『神は、焼け焦げた生贄に、我々が神のお声に従う事と同じくらいお喜びになるだろうか？神に従うことの方が生贄よりも良く、神の忠告を心に留めることの方が（生贄の）子羊の太り具合よりも良い。』（サムエル　15：22）；『私は、犠牲ではなく、慈悲を欲さん。そして焼けた捧げ物よりも神から認められることを欲さんために。』（ホセア (Hosea) 　6：6）；『神の払う犠牲は崩壊した魂であり、失意と悔恨の心である。』（プサルム　51：17）（イザヤ　1：11、プサルム　40：6-8　もまた参照のこと）
動物の犠牲が贖罪として記されてはいるが、ヘブライ聖書に動物による犠牲だけが「唯一の」贖罪の方法であるとはどこにも書かれていない。ヘブライ聖書は悔い改めと祈りのみを通してでも神に代償を払うことが可能だと教えている。例えば、ヨナとエステルの書には、ユダヤ教も非ユダヤ教徒も神に後悔し祈り、一つの生贄も捧げずして、彼らの罪が許されたとある。更には、近代においては、ユダヤ教徒のほとんどが動物の犠牲を考慮には入れていない。ロシュ・ハシャナやヨム・キプル（またの名を贖罪の日とも言う）などの大きな祭日やこれらの祝日の間にある10日間の期間においては、犯した罪への悔い改めは特別な祈りや聖歌などに基づいている一方で、ユダヤ教徒の中には古代からの犠牲の方法を続けている者もいる。悔い改めの為の犠牲の一般的な方法の一つに、水の中にパンを落とすだけというものがあり、これは罪を流すことと神によって生の書 (Book of Life) にもう一度自分の名を書き残してもらえるようにとの祈りを意味している。これは特に、おそらく最も聖なる祝日とされているヨム・キプルに重要とされている。
悔い改めることそのものは、贖う方法の一つでもある（エゼキエル　33:11、33:19、エレミヤ　36:3、等）。ヘブライ語で悔い改めのことをテシュヴァ（teshuvah）と言い、直訳すると「（神の元へ）帰ること」となる。預言者ホセア（14:3）は、「信じて、神の元へ戻りなさい。」と述べている。ユダヤ教は、個々人と神との関係は、その個人それぞれを神の元へといつでも向き合わせることができるものと説いており、マラキ (Malachi) 　（3:7）曰く、「私の元へ戻りなさい、そして私もあなたの元へ戻るであろう」、またエゼキエル（18:27）も、「怪奇な輩が彼の犯した怪奇さから足を洗い、法的で正しいことをする時、彼は彼の魂を蘇らせるであろう。」と述べている。また、神はダニエル書（9:18）の中で、「我々は、我々自身の正当性を持ってではなく、あなたのあまりある慈悲によって、あなたの前にて懇願するのである。」と非常に思いやりにあふれ寛容であるとされている。
ただ、近代ユダヤ教の罪や贖罪の見解が、これらヘブライ聖書のみに書かれてあるものと同一であるのではなく、ユダヤ口伝法 (oral law) 　を通して見た聖書の法とを元にしたものであることに注意しなければならない。

## キリスト教での罪
キリスト教でも罪は通常、禁止されている行為や不正とされている行為を行うことを意味するが、罪は特定の行為のみでなく、そのような行為や悪意を心に抱いている精神状態をも意味することがある。口頭で行う不道徳、羞恥的、有害、異端とみなされるいかなる意見や言葉、行為も「罪深い」とされることがある。また善行を行えるのに行わない事も罪とされることがある。